# Sømænd på sengekanten
Sømænd på sengekanten er en dansk film fra 1976, med manuskript og instruktion John Hilbard.
Den er sammen med Der må være en sengekant en af de to film i Sengekantsfilm-serien, der indeholder hardcore porno.

## Medvirkende
- Karl Stegger
- Bent Warburg
- Anne Bie Warburg
- Ole Søltoft
- Bjørn Puggaard-Müller
- Annie Birgit Garde
- Søren Strømberg
- Paul Hagen
- Arthur Jensen
- Otto Brandenburg
- William Kisum